# Ogoutèdo
Ogoutèdo ist ein Dorf im westafrikanischen Staat Benin. Es liegt im Département Collines (Benin) und gehört verwaltungstechnisch zum Arrondissement Toui, welches wiederum der Gerichtsbarkeit der Kommune Ouèssè untersteht.

## Lage
Innerhalb des Arrondissements wie auch des Départements liegt die Siedlung weit im Norden und ist vor Malété und Odo-Akaba der drittletzte, an der Fernstraße RNIE2 gelegene Ort, bevor die Grenze zum Département Borgou und zur Kommune Tchaourou überschritten wird. In südlicher Richtung liegt an der RNIE2 innerhalb des Arrondissements die namensgebende Stadt Toui. Richtung Osten existiert eine Straße nach Ayédèro.